# Муртазаева, Айзанат Махачевна
Айзанат Махачевна Муртазаева (23 сентября 2001, Хунзах, Хунзахский район, Дагестан, Россия) — российская спортсменка-шпажистка. Чемпионка Европы 2025 года. Серебряный призёр чемпионата мира 2025 года. Чемпионка России в личном и командном первенстве. Бронзовый призёр чемпионатов России. Чемпионка Спартакиады. Чемпионка мира среди кадетов. Бронзовый призёр Кубков России. Победитель Кубка России.Чемпионка Европы среди юниоров в команде. Серебряный призёр чемпионата мира среди юниоров в командном первенстве. Чемпионка Первенства России среди юниоров. Серебряный призер Первенства России среди юниоров. Чемпионка мира среди юниоров в команде. Мастер спорта международного класса.

## Биография
Является уроженкой села Хунзах. В августе 2017 года в Ростове-на-Дону стала победительницей восьмой летней Спартакиады учащихся России по фехтованию. В июле 2018 года принимала участие на чемпионате мира в китайском городе Уси, где выиграла 6 поединков в квалификационном раунде, вышла в 1/32 финала, в котором уступила румынке Марии Ундреа. В апреле 2019 года в Сочи на чемпионате России стала бронзовым призёром. В апреле 2019 года стала серебряным призёром чемпионата мира среди юниоров в командном первенстве в Торуне. В январе 2020 года выиграла Первенство России среди юниоров. В марте 2020 года в Хорватии стала победительницей чемпионата Европы среди юниоров в команде. В апреле 2021 года стала чемпионкой мира среди юниоров в команде, обыграв команду Испании со счётом 45:16. В апреле 2021 года стала бронзовым призёром чемпионата России. В мае 2021 года уверенно выиграла Первенство России среди юниоров со счётом 15:5.  В июне 2021 года выиграла в командном первенстве всероссийские соревнования в Смоленске. В личном первенстве стала второй, уступив Виолетте Колобовой. 22 июня 2021 года стало известно, что Айзанат Муртазаева примет участие на Олимпийских играх в Токио. 24 июля 2021 года на турнире шпажисток на Олимпиаде заняла 4 место, уступив в поединке за бронзовую медаль эстонке Катрине Лехис.
В июне 2025 года на чемпионате Европы в Генуе в статусе нейтрального атлета стала обладателем титула. В финальном поединке одолела соперницу из Эстонии Катрину Лехис (9:8).
На чемпионате мира 2025 года в Тбилиси в составе команды шпажисток нейтральных атлеток завоевала серебряную медаль.  

## Достижения
- VII летняя Спартакиада учащихся России 2017 —
- Чемпионат мира среди кадетов 2017 —
- Чемпионат России по фехтованию 2019 —
- Чемпионат мира среди юниоров (командное первенство) 2019 —
- Чемпионат Европы по фехтованию среди юниоров (командное первенство) 2020 —
- Чемпионат России по фехтованию 2021 —
- Чемпионат мира среди юниоров (командное первенство) 2021 —
- Чемпионат России по фехтованию 2022 —
- Чемпионат России по фехтованию 2023 —
- Чемпионат Европы по фехтованию 2025 —
- Чемпионат мира по фехтованию 2025 —